# The Chalk Garden
The Chalk Garden és una pel·lícula britànica dirigida per Ronald Neame, estrenada el 1964.

## Argument
Les governantes es succeeixen a casa de la sorprenent Mrs St. Maugham. Fins al dia en què una certa Senyora Madrigal es presenta al casal. Des de llavors, la vida diària dels habitants canviarà. I els secrets profundament enterrats de cadascun pujaran aviat a la superfície.

## Repartiment
- Deborah Kerr: Miss Madrigal
- Hayley Mills: Laurel
- John Mills: Maitland
- Edith Evans: Mrs. St. Maugham
- Felix Aylmer: Jutge McWhirrey
- Elizabeth Sellars: Olivia
- Lally Bowers: Anna
- Toke Townley: Shop Clerk
- Tonie MacMillan: Mrs. Williams

## Nominacions[calcitació]
- Oscar a la millor actriu secundària per Edith Evans
- Globus d'Or a la millor pel·lícula dramàtica
- BAFTA a la millor actriu per Edith Evans
- BAFTA a la millor actriu per Deborah Kerr
- BAFTA a la millor direcció artística per Carmen Dillon
- BAFTA a la millor fotografia per Arthur Ibbetson